# Gishū Mon In no Tango
Gishū Mon In no Tango (宜秋門院丹後)
```

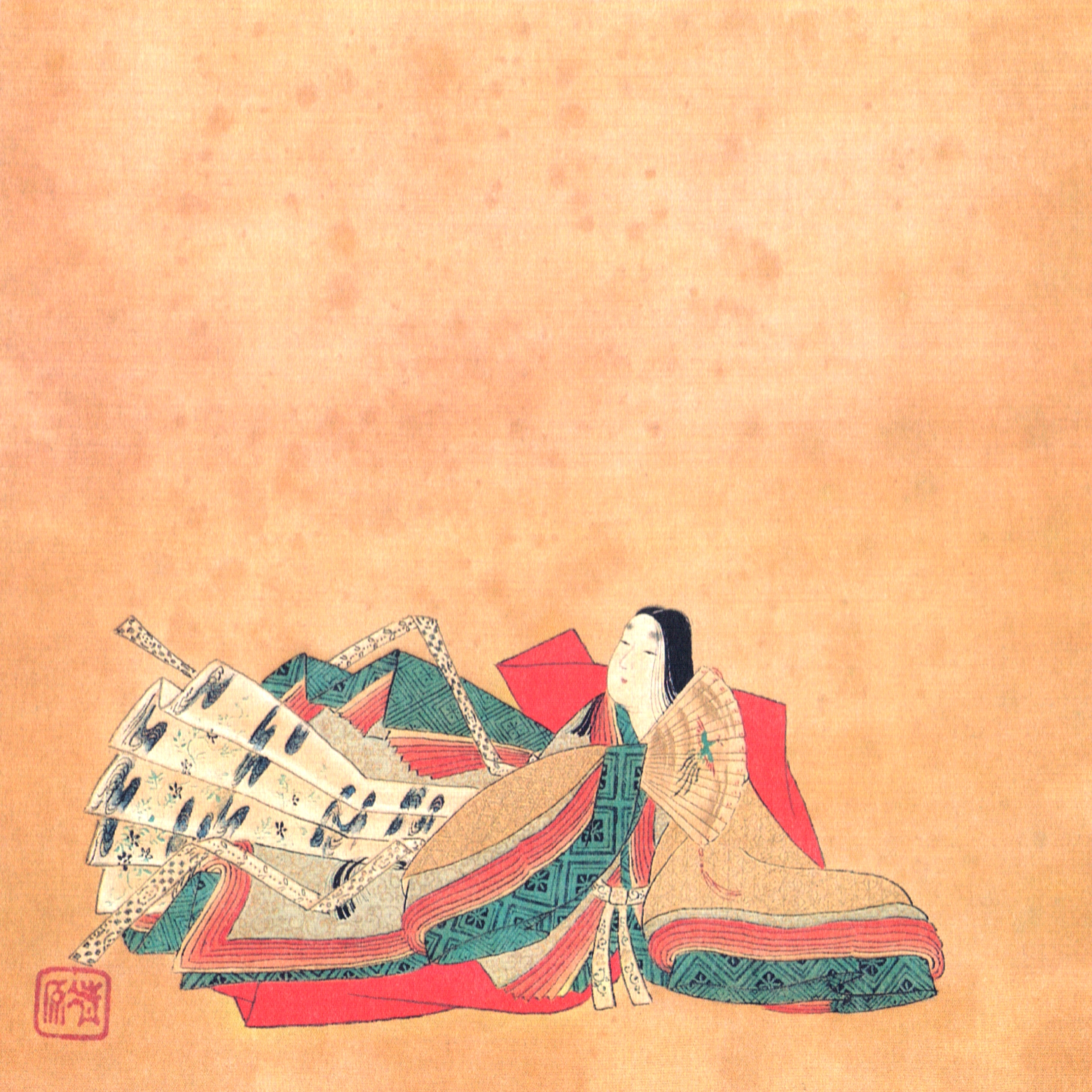
Gishu Mon In no Tango.

est une poétesse japonaise de la fin de l'
époque Heian
 et du début de l'
époque de Kamakura
. Elle fait partie des 
trente-six poétesses immortelles
.
```

Petite-fille de Minamoto no Kanesuke et fille de Minamoto no Yoriyuki, elle est servante du sesshō Kujō Norizane et connue comme Sesshō-ke no Tango (摂政家丹後). Elle est plus tard servante de la sœur de Norizane, épouse de l'empereur Go-Toba. En 1201, elle devient nonne bouddhiste.
Elle participe à de nombreuses utaawase (compétitions de poésie waka) en 1175, 1190, 1200, 1201, 1204, 1206 et 1208. Quelques-uns de ses poèmes sont inclus dans l'anthologie impériale Senzai Wakashū.